# Hemlocktannen
Die Hemlocktannen oder Schierlingstannen (Tsuga) bilden eine Pflanzengattung in der Familie der Kieferngewächse (Pinaceae).

## Herkunft der Trivialnamen
Schierling ist die Übersetzung vom englischen hemlock. Dieser Name stammt vom Geruch der zerriebenen Nadeln der Westamerikanischen Hemlocktanne, der dem Geruch des Gierschs, eines relativ nahen Verwandten des Schierlings, stark ähnelt.

## Beschreibung

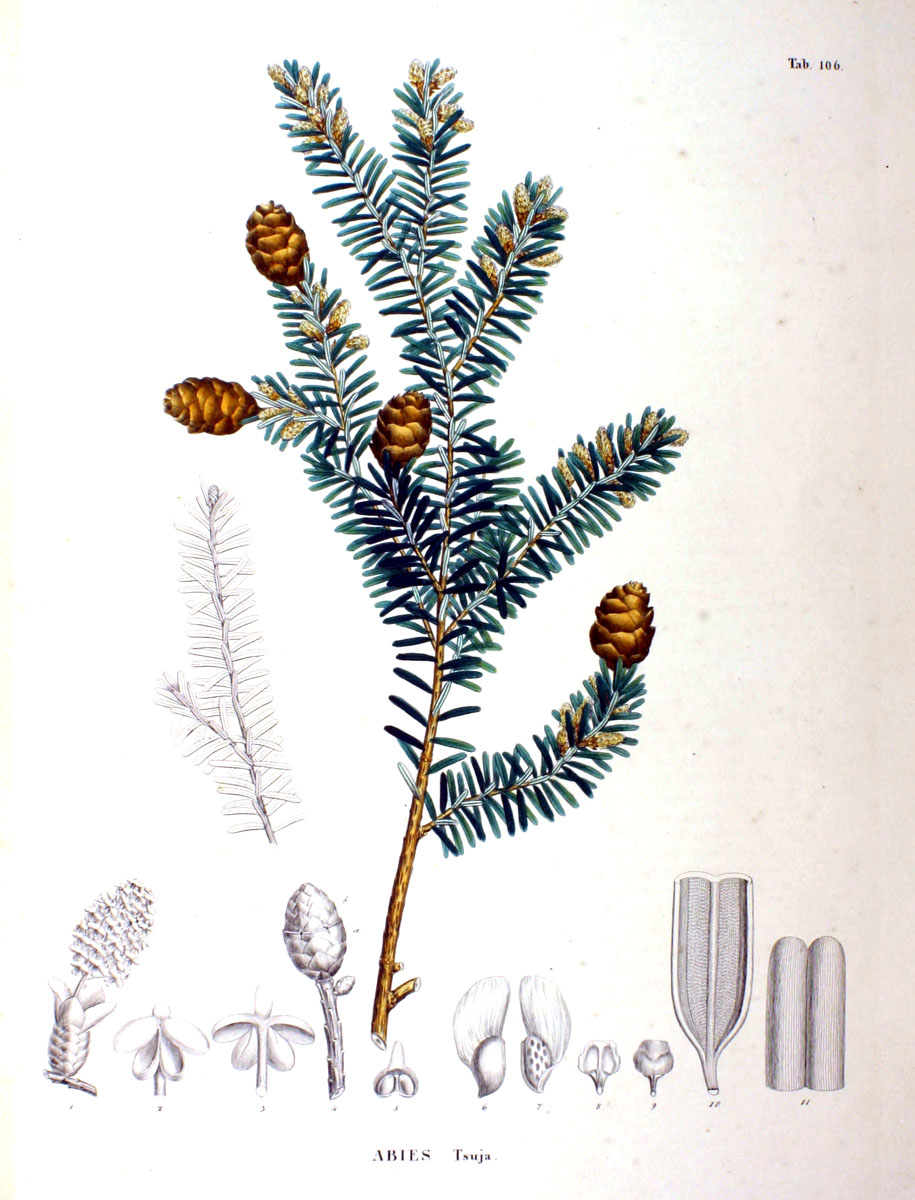
Illustration der Südjapanischen Hemlocktanne (Tsuga sieboldii)

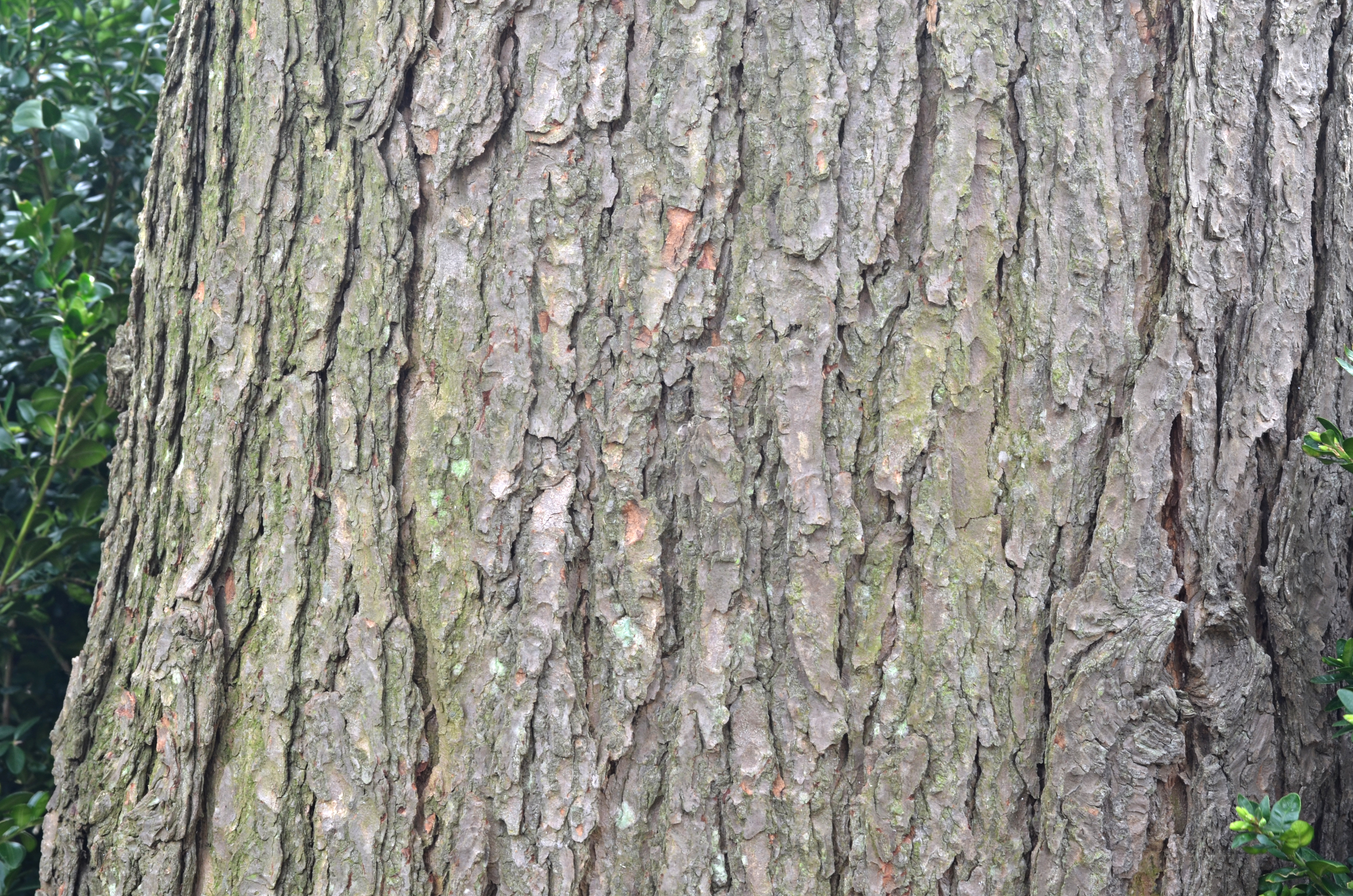
Borke der Kanadischen Hemlocktanne (Tsuga canadensis)

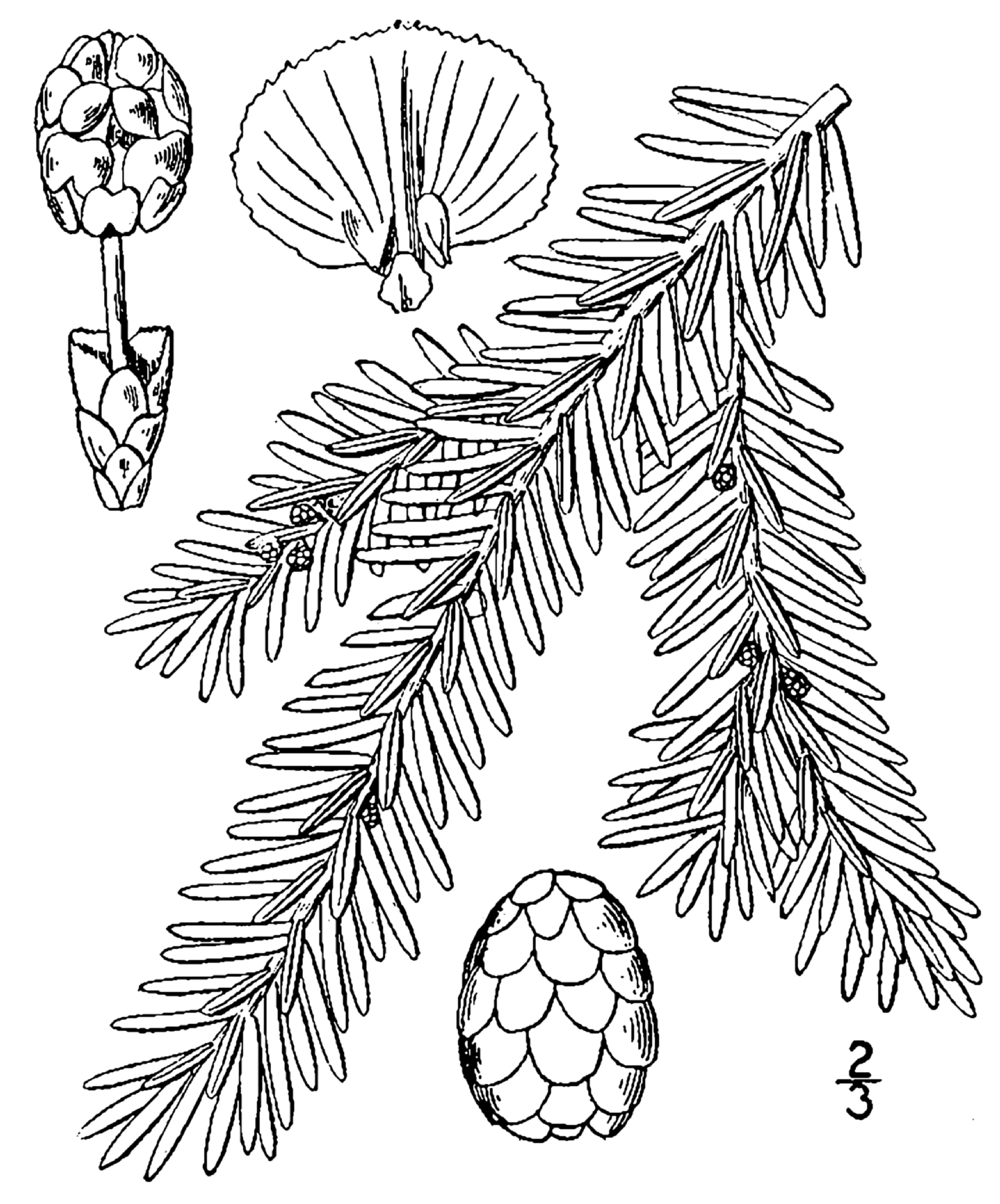
Illustration der Kanadischen Hemlocktanne (Tsuga canadensis)

### Vegetative Merkmale
Die Hemlocktannen-Arten sind immergrüne Bäume. Am ältesten werden wohl Tsuga mertensiana, von denen erzählt wird, es gebe 1400 Jahre alte Exemplare; nachweisbar sind indes 800 Jahre alte Exemplare in British Columbia. Als höchster Baum der Gattung gilt ein Exemplar von Tsuga heterophylla mit einer Wuchshöhe von 55 Metern, einem Stammdurchmesser (dbh) von 259 Zentimetern und einem Kronendurchmesser von 20 Metern bei Quisitis Point im Pacific Rim National Park in British Columbia (Bericht von Stoltmann 1987).
Die Borke ist grau bis braun, schuppig und oft tief gefurcht.
Die Baumkrone ist konisch bis unregelmäßig eiförmig (bei einigen asiatischen Arten). Die oberen Enden der Bäume und der ansonsten horizontalen Zweige hängen oft über.
Die mehr oder weniger zweizeilig oder rund um den Zweig angeordneten Nadeln überdauern einige Jahre, sind flach bis etwas kantig, mit einer Basis, die stielartig ist und einem stechenden bis abgerundeten Ende. Die Stomata befinden sich in zwei Reihen auf der Nadelunterseite; nur bei Tsuga mertensiana befinden sich auch Stomata auf der Oberseite. Jede Nadel besitzt einen Harzkanal. Die Knospen sind nicht harzig. Der Keimling besitzt vier bis sechs Keimblätter (Kotyledonen).

### Generative Merkmale
Tsuga-Arten sind einhäusig getrenntgeschlechtig (monözisch). Einzeln an einjährigen Zweigen stehen die männlichen Blütenzapfen, die bei Durchmessern von weniger 8 Millimetern kugelig und braun sind. Die weiblichen Zapfen befinden sich an einjährigen Zweigen; sie benötigen fünf bis sieben Monate zum Reifen und fallen bald nach dem Entlassen der Samen ab oder verbleiben einige Jahre am Baum. Der Zapfen fällt als Ganzes ab. Die höchstens an sehr kurzen Stielen hängenden weiblichen Zapfen sind eiförmig bis länglich, nur bei Tsuga mertensiana länglich-zylindrisch. Die Zapfenschuppen sind dünn, ledrig und in der Form variabel; sie sind meist glatt und nur bei Tsuga mertensiana behaart. Die Deckschuppen sind klein.
Die Samen weisen eine Länge von 3 bis 5 Millimetern und einen Durchmesser von 2 bis 3 Millimetern auf. Sie besitzen viele kleine Harzbehälter. Ihre dünnen Flügel sind 5 bis 10 Millimeter lang.
Bei allen Tsuga-Arten beträgt die Chromosomengrundzahl x = 12 mit einer Chromosomenzahl von 2n = 24.

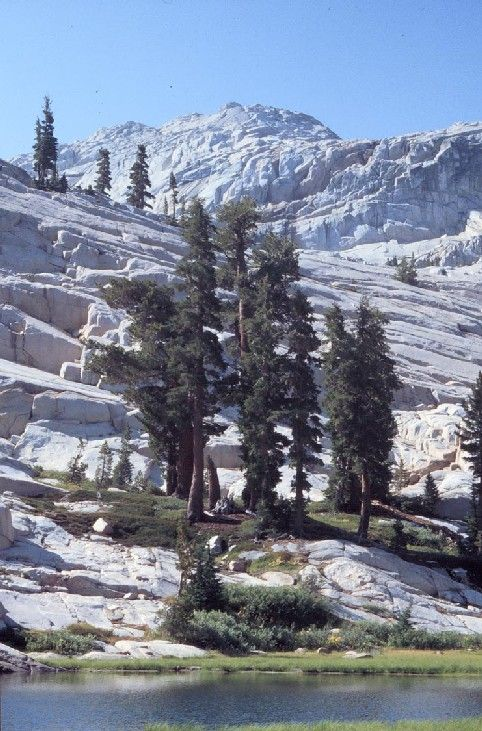
Habitat in Emigrant Wilderness, Kalifornien von Tsuga mertensiana

## Vorkommen
Die Areale der Tsuga-Arten liegen in den gemäßigten Gebieten Nordamerikas und Ostasiens. Tsuga-Naturstandorte sind immer in relativ feuchten Klimaten, mit wenig Trockenstress. In ihren Habitaten sind sie meistens die dominanten Pflanzenarten.
Die Gattung Tsuga war im Tertiär auch in Europa heimisch, starb aber während der Eiszeiten aus.

## Systematik
Die Erstveröffentlichung erfolgte 1847 als Sektion Pinus sect. Tsuga Endl. durch Stephan Ladislaus Endlicher Synopsis Coniferarum, Seite 83 mit der Typusart Abies tsuga Siebold & Zucc.. Den Rang einer Gattung Tsuga (Endl.) Carrière hat sie 1855 durch Élie Abel Carrière in Traité Général des Conifères ou description de toutes les espèces et variétés aujourd'hui connues, avec leur synonymie, l'indication des procédés de culture et de multiplication qu'il convient de leur appliquer, Seite 185 erhalten. Die Typusart ist Tsuga sieboldii Carrière. Der wissenschaftliche Name Tsuga ist der japanische Name (jap. 栂) der Südjapanischen Hemlocktanne.
Die Gattung der Hemlocktannen (Tsuga) ist in zwei Untergattungen gegliedert mit insgesamt etwa zehn Arten:
- Untergattung Tsuga: Es gibt neun Arten:
  - Kanadische Hemlocktanne (Tsuga canadensis (L.) Carrière)[5]: Sie ist in Nordamerika im östlichen Kanada in New Brunswick, Nova Scotia, südöstlichen Ontario, Prince Edward Island sowie südlichen Québec und in den östlichen bis zentralen US-Bundesstaaten südliches Indiana, Maine, Massachusetts, Michigan, New Hampshire, New Jersey, New York, Ohio, Pennsylvania, Rhode Island, Vermont, West Virginia, Connecticut, östliches Minnesota, Wisconsin, nördliches Alabama, Delaware, nördliches Georgia, Kentucky, Maryland, North Carolina, South Carolina, Virginia sowie Tennessee verbreitet. Sie gedeiht an feuchten Standorten in Höhenlagen von 600 bis 1800 Metern.[1]
  - Carolina-Hemlocktanne (Tsuga caroliniana Engelmann)[5]  Sie kommt in den südöstlichen US-Bundesstaaten nordöstliches Georgia, westliches North Carolina, South Carolina, südwestliches Virginia sowie Tennessee vor.[1]
  - Chinesische Hemlocktanne (Tsuga chinensis (Franchet) Pritzel): Je nach Autor gibt es etwa vier Varietäten:[5]
    - Tsuga chinensis (Franchet) Pritzel var. chinensis[5]
    - Tsuga chinensis var. oblongisquamata W.C.Cheng & L.K.Fu (Syn.: Tsuga oblongisquamata (W.C.Cheng et L.K.Fu) L.K.Fu & Nan Li): Sie kommt nur im Zhouqu Xian in Gansu, im westlichen Hubei sowie Sichuan vor.[5]
    - Tsuga chinensis var. robusta W.C.Cheng & L.K.Fu: Sie kommt nur in Hubei und im Yalong Tal in Sichuan vor.[5]
    - Tsuga chinensis var. tchekiangensis (Flous) W.C.Cheng & L.K.Fu (Syn.: Tsuga tchekiangensis Flous): Sie gedeiht im tropischen Karst in Höhenlagen von 600 bis 2100 Metern im nördlichen Vietnam und in den chinesischen Provinzen südöstliches Yunnan, Guizhou, Hunan, Jiangxi, Zhejiang sowie nördliches Guangxi.[5]

  - Nordjapanische Hemlocktanne, oder Verschiedennadelige Hemlocktanne genannt, (Tsuga diversifolia (Maxim.) Masters, Syn.: Tsuga blaringhemii Flous): Sie gedeiht in Höhenlagen von 700 bis 2000 Metern nur auf den japanischen Inseln Honshu sowie Kyushu.[5]
  - Himalaya-Hemlocktanne (Tsuga dumosa (D.Don) Eichler, Syn.: Tsuga brunoniana (Wall.) Carrière, Tsuga yunnanensis (Franch.) E.Pritz., Tsuga calcarea Downie, Tsuga dura Downie, Tsuga wardii Downie, Tsuga intermedia Hand.-Mazz., Tsuga leptophylla Hand.-Mazz., Tsuga chinensis subsp. wardii (Downie) E.Murray, Tsuga dumosa subsp. leptophylla (Hand.-Mazz.) E.Murray, Tsuga dumosa var. yunnanensis (Franch.) Silba): Sie kommt in den nördlichen indischen Bundesstaaten Uttar Pradesh sowie Arunachal Pradesh, in Bhutan, Nepal, Sikkim, im nördlichen Myanmar, in Vietnam, im südlichen Tibet und in den chinesischen Provinzen Sichuan, nördlichen sowie westlichen Yunnan vor.[6][5]
  - Tsuga forrestii Downie (Syn.: Tsuga chinensis subsp. forrestii (Downie) A.E.Murray, Tsuga chinensis var. forrestii (Downie) Silba):[5] Sie gedeiht im Gebirge und in Tälern in Höhenlagen von 2000 bis 3000 Metern in den chinesischen Provinzen nordöstliches Guizhou (nur Jiangkou: Fanjing Shan), südwestliches Sichuan sowie nordwestliches Yunnan.[6]
  - Westamerikanische Hemlocktanne (Tsuga heterophylla (Raf.) Sargent): Sie gedeiht in Wäldern der Küste bis in mittlere montane Höhenstufen in Höhenlagen von 0 bis 1500 Metern im westlichen Nordamerika von Alaska über das kanadische Alberta sowie British Columbia bis zu den US-Bundesstaaten Washington, Idaho, Montana, Oregon sowie Kalifornien.[1]
  - Südjapanische Hemlocktanne (Tsuga sieboldii Carrière): Sie kommt in den japanischen Inseln zentrales bis westliches Honshu, Kyushu sowie Shikoku und in Südkorea nur in Kyongsang Puk (Ulleung-do) vor.[7]
  - Tsuga ulleungensis G.P.Holman, Del Tredici, Havill, N.S.Lee & C.S.Campb.: Sie wurde 2017 aus Korea erstbeschrieben. Sie wurde bisher nur auf der Insel Ulleungdo auf Nordhängen in Höhenlagen von 310 bis 500 Metern gefunden.[8]
- Untergattung Hesperopeuce (Engelmann) A.E.Murray: Es gibt nur eine Art:
  - Berg-Hemlocktanne (Tsuga mertensiana (Bongard) Carrière, Tsuga pattoniana (Balfour) Sénéclause):[5] Sie kommt im westlichen Nordamerika vom südlichen Alaska über das kanadische British Columbia bis zu den US-Bundesstaaten nördliches Idaho, nordwestliches Montana, Oregon, Washington, Nevada sowie nördliches bis zentrales Kalifornien vor.[1] Es gibt zwei Unterarten:
    - Tsuga mertensiana subsp. grandicona Farjon

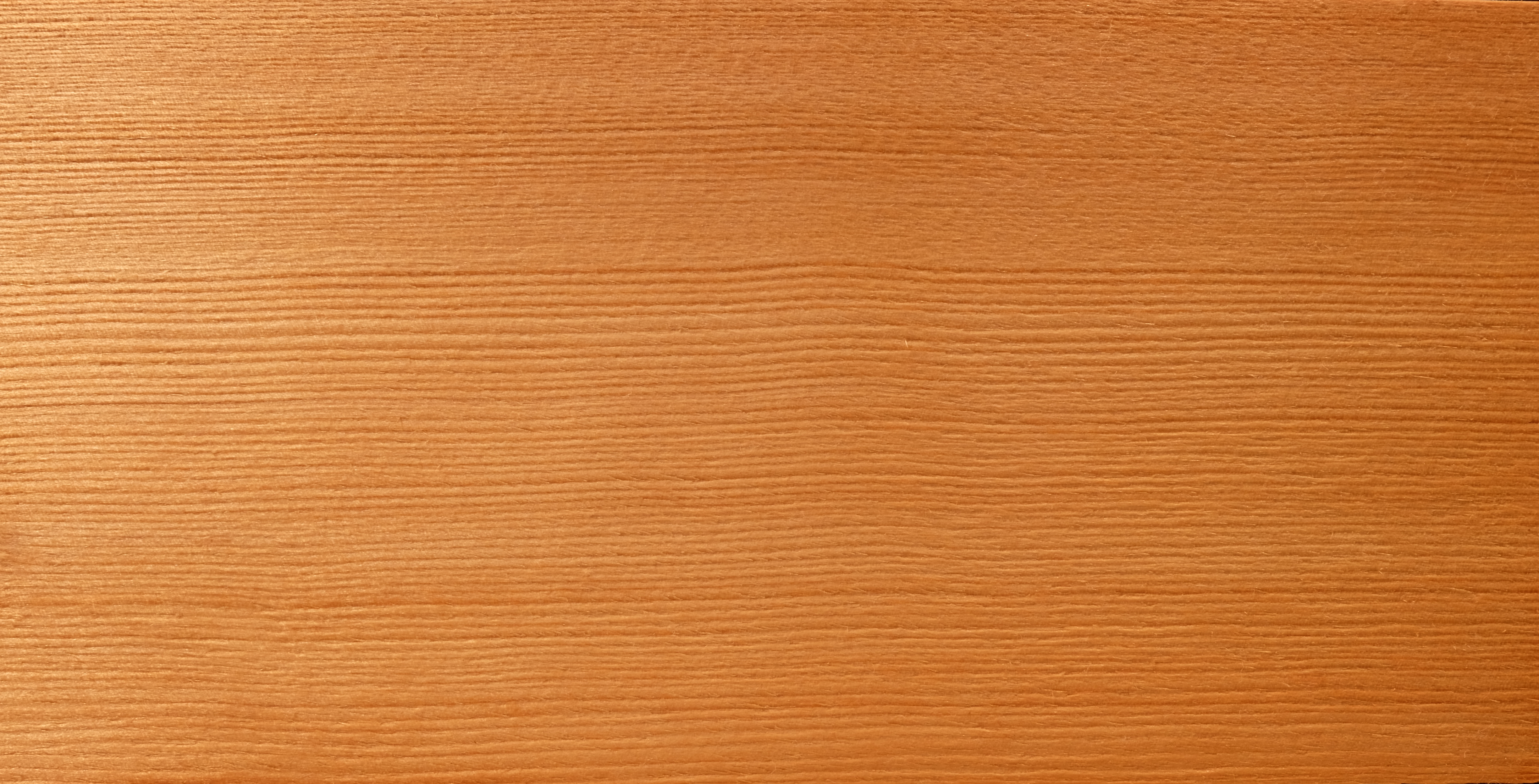
Holz der Hemlocktanne

    - Tsuga mertensiana (Bongard) Carrière subsp. mertensiana

## Nutzung
Wenige Arten werden forstlich in Europa angebaut. Manche Arten werden, teils als Kulturformen, als Zierpflanzen in Parks und Gärten verwendet.
Aufgrund seiner Unempfindlichkeit gegen Nässe wird Hemlockholz im traditionellen Bogensport als Pfeilschaftmaterial verwendet. Die Beständigkeit gegen Feuchtigkeit in Kombination mit der Harzarmut des Holzes macht Hemlock zu einem hochwertigen Material beim Saunabau.

## Bilder

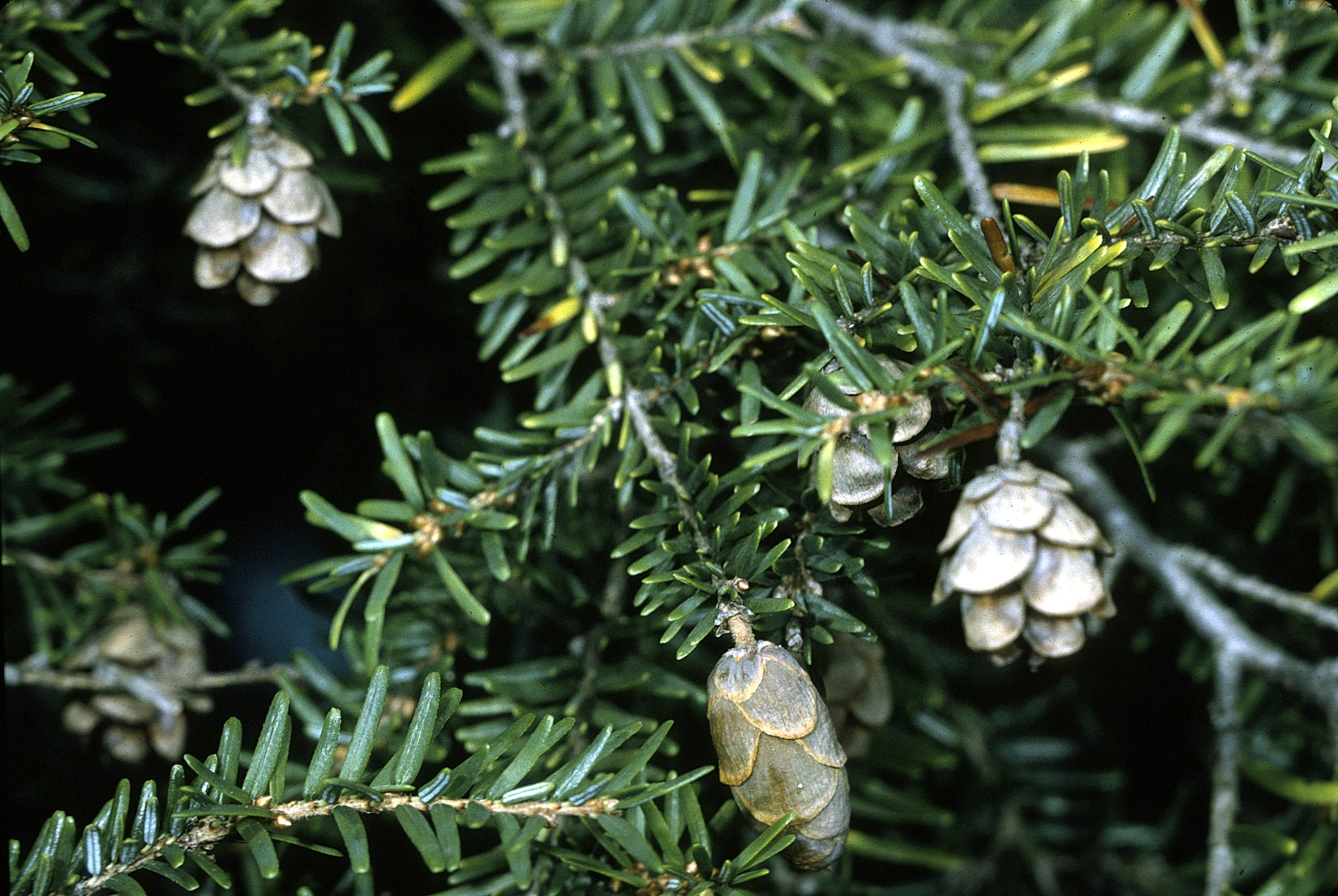
Reife Zapfen der Kanadischen Hemlocktanne (Tsuga canadensis).
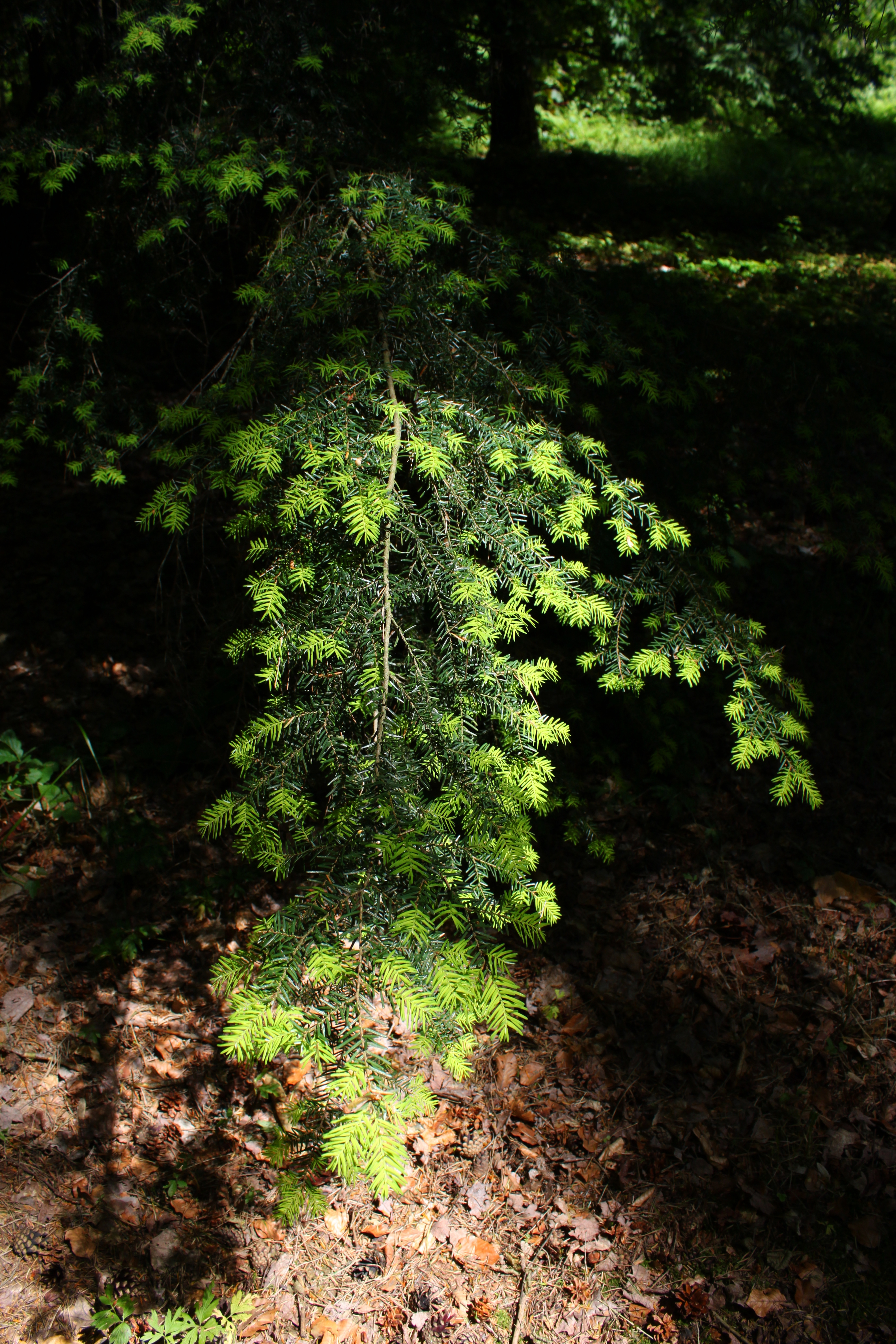
Zweig der Carolina-Hemlocktanne (Tsuga caroliniana).
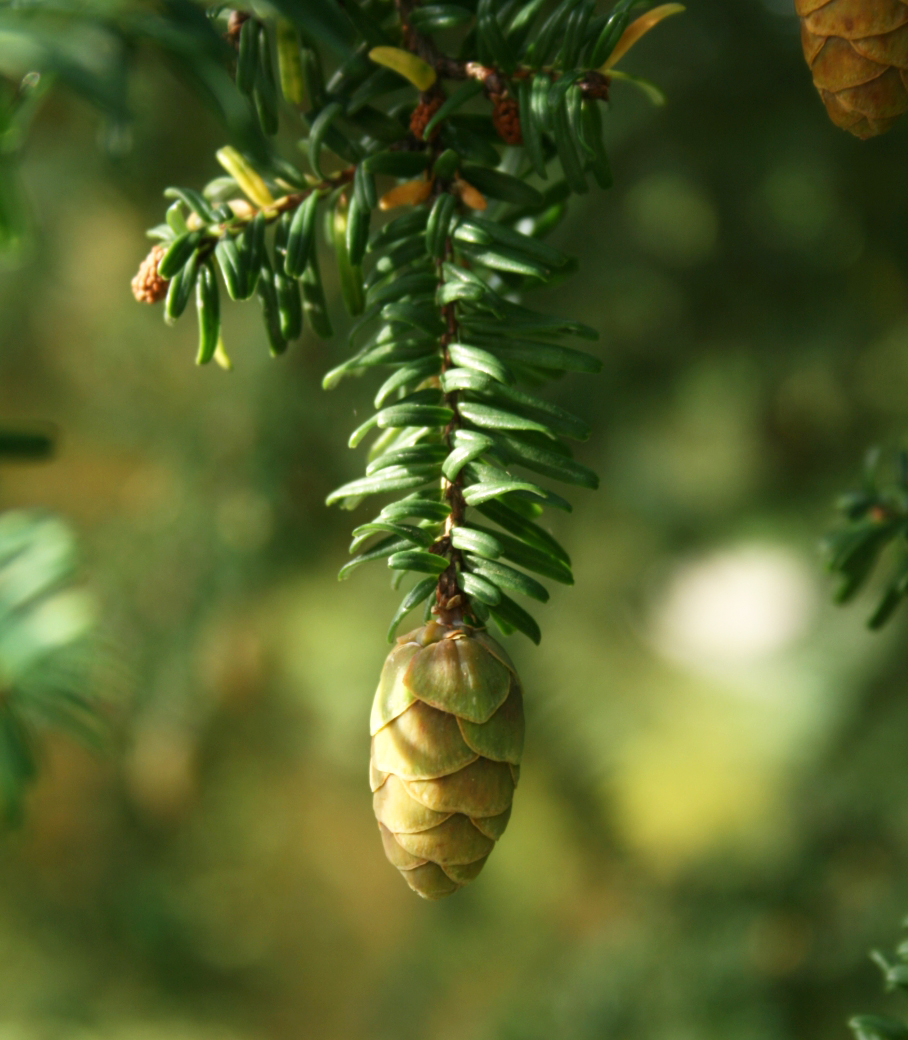
Zweig mit Nadeln und Zapfen der Südjapanischen Hemlocktanne (Tsuga sieboldii)
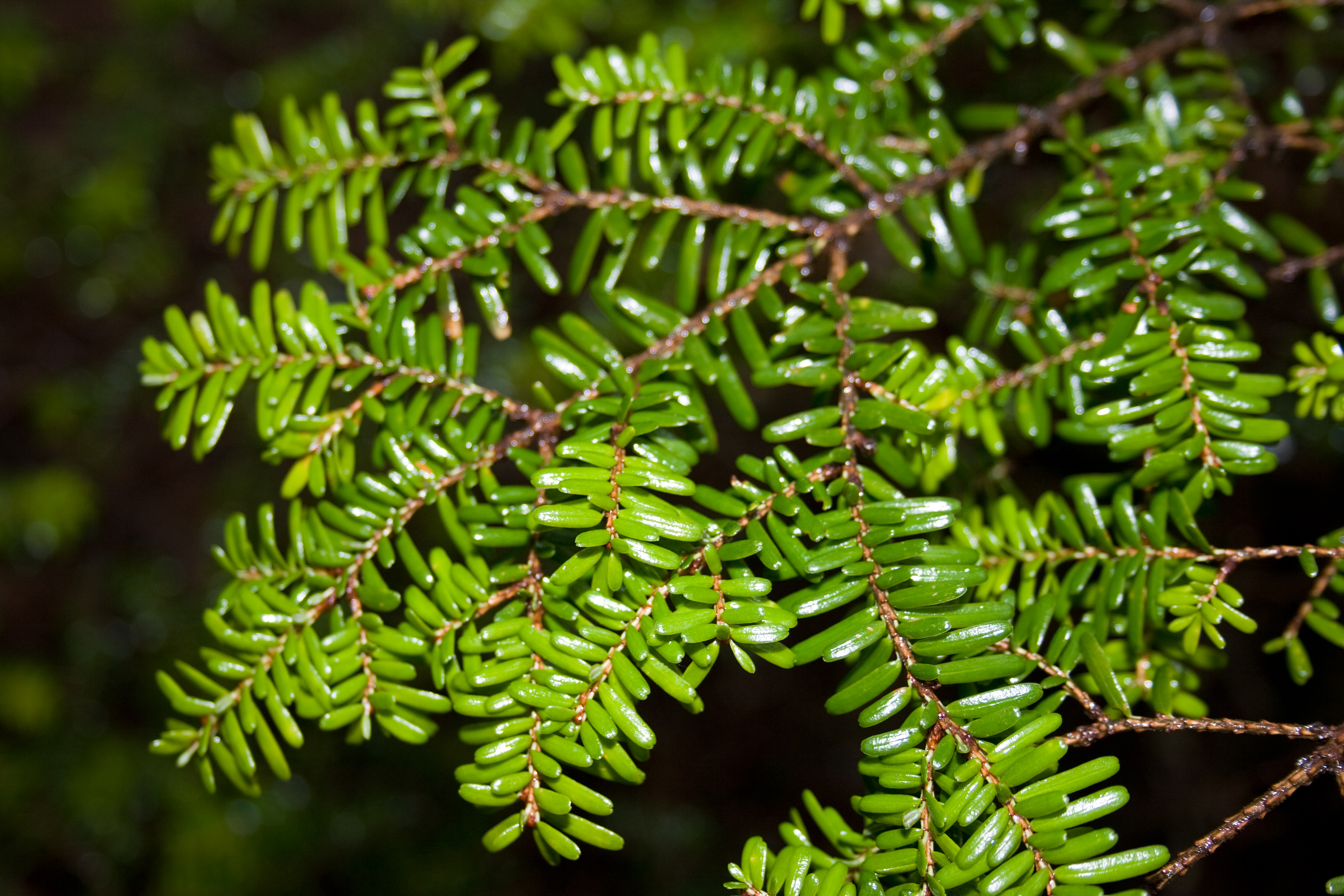
Zweig mit Nadeln der Nordjapanischen Hemlocktanne (Tsuga diversifolia).
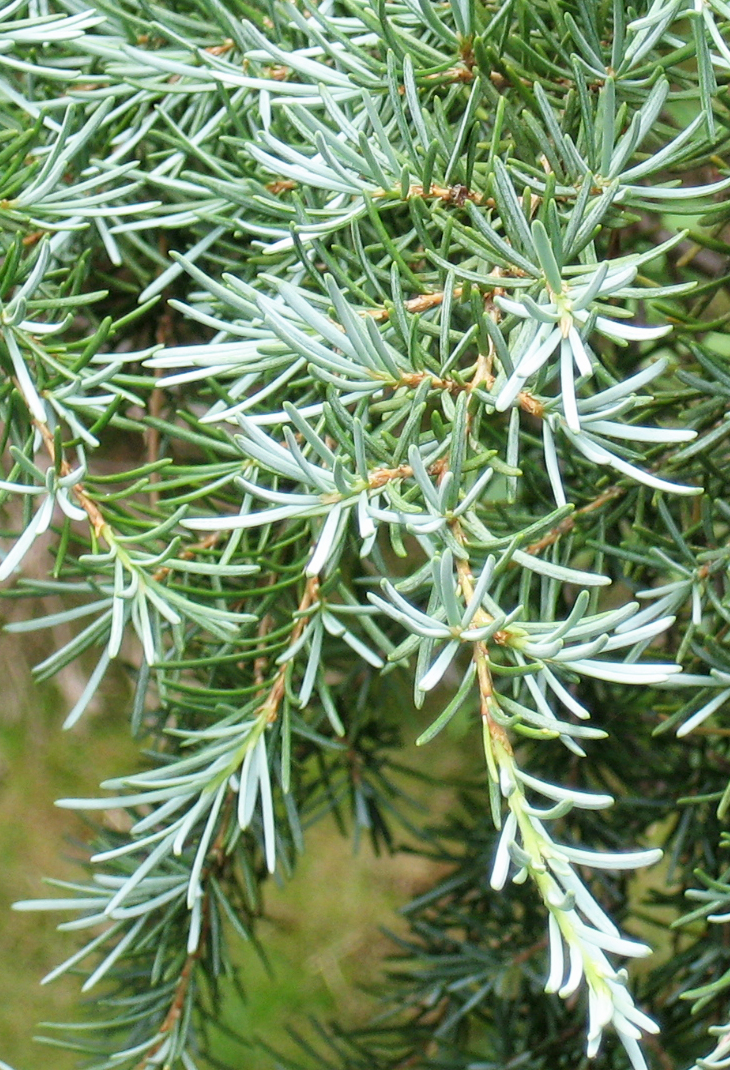
Zweig mit Nadeln der Berg-Hemlocktanne (Tsuga mertensiana).

## Weiterführende Literatur
- B. A. LePage: A new species of Tsuga (Pinaceae) from the middle Eocene of Axel Heiberg Island, Canada, and an assessment of the evolution and biogeographical history of the genus. In: Botanical Journal of the Linnean Society, Volume 141, 2003, S. 257–296.

- Karte mit allen verlinkten Seiten:
- OSM |
- WikiMap